# فابيوس ماكسيموس
 كوينتس فابيوس ماكسيموس  (باللاتينية: Quintus Fabius Maximus Cunctator) ‏ (280 ق.م - 203 ق.م)، قنصل وأرطبون حربي ودكتاتور روماني. أنتخب قنصلاً خمس مرات (233 ق.م، 228 ق.م، 215 ق.م، 214 ق.م، 209 ق.م)، وكدكتاتور مرتين في عامي (221 ق.م و217 ق.م). اشتهر بلقب Cunctator والذي يعني باللاتينية - حرفياً - «المُؤجّل» - ومعنوياً -(المُراوِغْ ) ، إشارة إلى بلاءة وحيله في الحرب البونيقية الثانية. كما كان له لقب آخر وهو Verrucosus والذي يعني «ذو الثؤلول»، في إشارة إلى نتوءات كانت فوق شفته العليا.

## السياسي
في قنصليتة الأولى، غلب فابيوس ماكسيموس الليغوريين - من القبائل الغالية - فأجلاهم إلى جبال الألب. يقال أنه شارك في الحرب البونيقية الأولى، وإن كان لا يُعرف أي تفاصيل عن دوره فيها. بعد نهاية الحرب، فتقنصل مرتين. وفي سنة 218 ق.م، كان في سفارة إلى قرطاجنة مع زميله «فابيوس بوتيو»، فجاهرا بالحرب أمام مجلس الشيوخ القرطاجي بعد غزو حنبعل لمدينة ساغونتو الأيبيرية.

## الدكتاتور
اجتاح الذعر روما، بعد مقتل القنصل جايوس فلامينيوس نيبوس خلال الهزيمة الكارثية في معركة بحيرة تراسمانيا. بعدما أقترب حنبعل من أبواب روما، خشي الرومان من تدمير وشيك لمدينتهم، لذا قرر مجلس الشيوخ الروماني تعين دكتاتوراً رومانياً. وقع الاختيار على فابيوس، وذلك بسبب كبر سنه وخبرته. كما تم تعيين ماركوس روفوس كقائد للفرسان، ثم سعي بسرعة لتهدئة الشعب الروماني من خلال طمأنتهم بأنه الديكتاتور القوي الذي سيقودهم إلى بر الأمان في أسوأ أزمة في التاريخ الروماني. طلب فابيوس من مجلس الشيوخ أن يسمح له بقيادة الجيوش، وهو ما لم يكن مسموحاً به أبدا للدكتاتورات السابقين. ثم أمر القنصل جنايوس جيمينوس، بأن يتنازل عن سلطاته ويقدم نفسه على أنه مواطن عادي.
كان فابيوس يعتقد أن كارثة بحيرة تراسمانيا كانت ترجع إلى حقيقة أن الآلهة لم تكن راضية، فقبل المعركة كانت هناك العديد من الشواهد، كسلسلة من الصواعق، والتي كان يعتقد أنها تحذيرات من الآلهة. نبّه فابيوس فلامينيوس من ذلك، إلا أن الأخير تجاهل هذه التحذيرات. وهكذا سعى فابيوس كديكتاتور لإرضاء الآلهة. أمر فابيوس بتقديم تضحيات هائلة من كل المنتجات مع موسم الحصاد المقبل في جميع أنحاء إيطاليا، وخصوصا من الأبقار والماعز والخنازير والخراف. كان يقصد بذلك إقناع المواطن الروماني العادي بأنه بذلك سيكسب رضا الآلهة.
أدرك فابيوس جيداً التفوق العسكري للقرطاجيين، بعدما غزا حنبعل إيطاليا. رفض فابيوس الدخول في معركة حاسمة ضد حنبعل، بدلاً من ذلك أبقى قواته قريبة من قوات حنبعل على أمل أن يستنفد قواه في حرب استنزاف طويلة، وهو ما أصبح يسمى  استراتيجية فابيان . عَمِدَ فابيوس إلى التضييق على مؤن القرطاجيين، مما يحد من قدرة حنبعل على إشاعة الدمار مع الحفاظ على قوته العسكرية. استخدم فابيوس استراتيجية الأرض المحروقة لمنع حنبعل من الحصول على المؤن.
لم تسعد هذه الاستراتيجية الدفاعية الرومان وأطلقوا عليه اللقب المهين «المؤجل». كما واجه فابيوس مشكلة أخرى في قيادته للجيش، وهي أن قائد فرسانه ماركوس روفوس كان العدو السياسي لفابيوس. استدعى الكهنة فابيوس لحضور حفل التضحيات للآلهة، فترك فابيوس قيادة الجيش في أيدي روفوس أثناء غيابه. أمر فابيوس روفوس بألا يهاجم حنبعل في غيابه، إلا أن روفوس تجاهل الأمر. حقق روفوس بعض الانتصارات غير ذات قيمة إستراتيجية، أدت إلى انسحاب بعض قوات العدو. عندما وصلت هذه الأخبار الجيدة للشعب الروماني اليائس، إعتبر روفوس بطلاً مما أغضب فابيوس حين علم بذلك. طالب الشعب بأن تمنح لروفوس صلاحيات مساوية لصلاحيات فابيوس، وهو ما تم.
لم يقاوم فابيوس هذا القرار، وإنما قرر الانتظار حتى يقود روفوس تهوره إلى كارثة. اقترح روفوس أن يبادلا القيادة كل يوم، إلا أن فابيوس رفض ذلك. قرر فابيوس أن يتقاسما القوات بدلاً من ذلك. اتهم روفوس علناً فابيوس بالجبن لفشله في مواجهة القرطاجيين. قرر روفوس شن هجوم واسع النطاق على قوات حنبعل. وبمشاركة عدة آلاف من الرجال في الجانبين، بدا أن القوات الرومانية ستنتصر، ولكن حنبعل كان قد أعدّ فخاً. إنقلبت الأمور وبدأت المذبحة، وعندئذ أمر فابيوس جيشه بأن يشتركوا في المعركة لإنقاذ زملائهم الرومان. انسحبت قوات حنبعل على الفور، وبعد المعركة سار روفوس برجاله إلى معسكر فابيوس، وضع نفسه تحت إمرة فابيوس.
عندما إنتهت فترة ديكاتورية فابيوس، عادت حكومة القناصل واختير جنايوس جيمينوس وماركوس أتيليوس ريجليوس ليكملوا الفترة المتبقية من العام كقناصل.

## ما بعد دكتاتوريته
بعد وقت قصير من انتهاء دكتاتوريته، انتخب جايوس ترينتيوس فارو قنصلاً الذي تخلي عن استراتيجية فابيان، وقرر الدخول في مواجهة مباشرة مع حنبعل. كان فابيوس على علم بتهور فارو، مما جعله يشعر بالقلق للغاية حين علم حجم الجيش (ثمانين ألف جندي) الذي وضع تحت إمرة فارو. كان فابيوس يخشى من أن يقتل هذا العدد الكبير، وعندئذ لن تستطيع روما مواصلة الحرب. حذر فابيوس القنصل الآخر لوسيوس أميليوس باولوس، من الاشتباك مع حنبعل في معركة حاسمة.
عندما وصلت أنباء هزيمة فارو وباولوس في معركة كاناي إلى روما، آمن الشعب باستراتيجيته والتي كانوا يعيبون عليها من قبل، ولجأ مجلس الشيوخ وشعب روما إلى فابيوس طالبين النصح. في محاولة لتهدئة الشعب، وضع فابيوس الحراس على أبواب المدينة لمنع الرومان الخائفين من الهرب، كما نظّم أنشطة الحداد على القتلى، وبدأ في تحصين المدينة ثم خدمه حظه عندما أحجم حنبعل عن غزو المدينة.
منذ ذلك الحين، أصبح لقب Cunctator لقباً شرفياً، وتبع الرومان تكتيكه حتى نهاية الحرب. استطاع فابيوس إن يعيد فتح تارانتو في قنصليته الخامسة والأخيرة عام 209 ق.م. في مجلس الشيوخ، عارض فابيوس رغبة الشاب الطموح سكيبيو الإفريقي الذي كان يرغب في مواصلة الحرب في إفريقية.
توفي فابيوس ماكسيموس في عام 203 ق.م، قبل أن يتمكن من رؤية الانتصار الروماني في إفريقية في معركة زاما بقيادة سكيبيو الإفريقي والتي أنهت الحرب.

## إرثه
لاحقاً، أصبح فابيوس شخصية أسطورية، واعُتبر مثالاً للشخصية الرومانية القوية الشجاعة، وتم تقليده باللقب الفخري «درع روما» (لقب مماثل للقب ماركوس كلاوديوس مارسيليوس الذي لُقّب بـ «سيف روما»).
وصفه اينيوس بمقولته اونوس هومو نوبس كونكتاندو ريستيتيوت رِم التي تعني رجل واحد، بالتأجيل، أعاد الدولة لنا. ورغم وصف حنبعل بأنه أحد أعظم القادة في التاريخ، إلا أن بعض القادة العسكريين المحترفين أطلقوا اسم فابيوس على إستراتيجية عسكرية سمّوها «استراتيجية فابيان»، وشبّهوا جورج واشنطن به فسمّوه «فابيوس الأمريكي».